# トーマス・フィアビー
トーマス・ウィルソン・フィアビー（Thomas Wilson Ferebee、1918年11月9日 - 2000年3月16日）は、第二次世界大戦からベトナム戦争にかけての時期に、アメリカ陸軍航空軍〜アメリカ空軍で軍務に就いていたアメリカ合衆国の軍人。1945年に広島市に原子爆弾「リトルボーイ」を投下したB-29「エノラ・ゲイ」に爆撃手として搭乗していた。

## 経歴

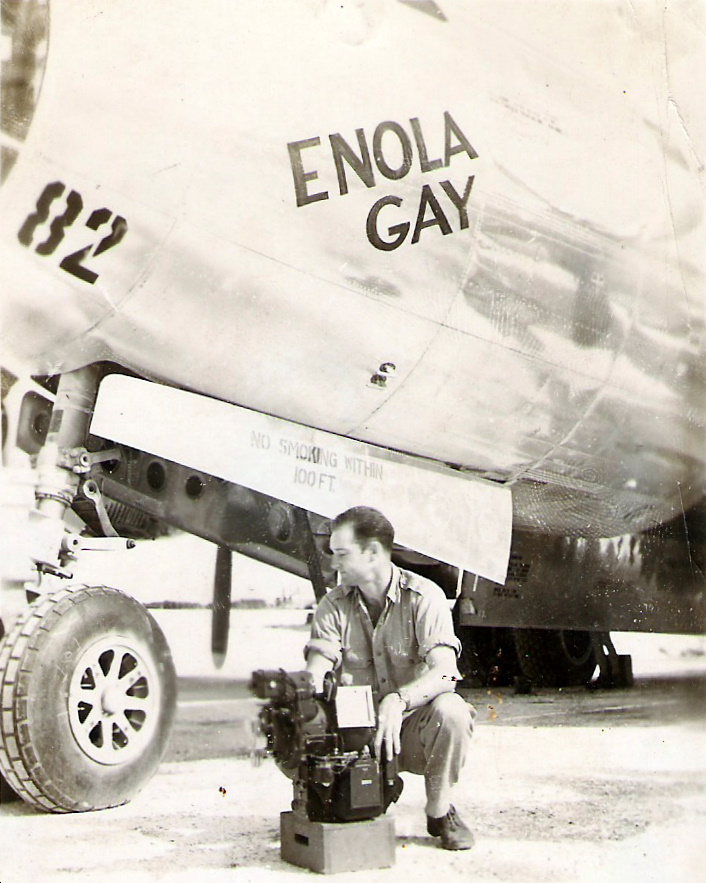
広島への原爆投下から帰還した後、テニアン島にて撮影。

トーマス・ウィルソン・フィアビー (Thomas Wilson Ferebee) はノースカロライナ州モックスビル近郊の農場で、11人きょうだいの上から3番目として生まれた。1935年、17歳で、ノースカロライナ州バナー・エルクのリーズ＝マクレア大学に進んだ。子どものころから運動競技の才能に恵まれており、陸上競技、野球、アメリカンフットボールなどでいくつもの賞をとった。一時期はボストン・レッドソックス傘下の練習生になったが、チーム入りは果たせず、陸軍に入隊した。膝を故障していたため、歩兵としての任務には就けなかったが、航空部隊の訓練に参加することが認められた。航空学校で2年間学んだ後、フィアビーは第二次世界大戦のヨーロッパ作戦戦域に爆撃手として派遣され、60回以上の出撃任務を果たした。1944年夏、ポール・ティベッツ大佐に抜擢されて原子爆弾の投下を任務として編成された第509混成部隊の一員となった。1945年夏の原爆投下当時には、少佐であった。
フィアビーは、ティベッツと同じように、大戦後も軍に残り、1947年に陸軍から陸軍航空軍が独立して編成された空軍に、そのまま1970年12月まで勤務した。フィアビーは、ティベッツと同じように、原爆投下について後悔の念を表明することはなく、「それはやらなければいけない仕事だった (it was a job that had to be done)」と述べた。第二次世界大戦後のフィアビーは、冷戦からベトナム戦争の時期を戦略航空軍団で過ごした。フィアビーは、最終的には大佐まで昇進し、退役直前は爆撃手としてマスター・ナビゲーター (Master Navigator) の職位にあった。
退役後のフィアビーは、フロリダ州オーランド周辺で、不動産仲介業者として働いていた。
フィアビーは、フロリダ州ウィンダミアの自宅で、81歳で死去した。未亡人となった、妻メアリ・アン・フィアビー (Mary Ann Ferebee) は、遺品となった軍関係の文書や文物を、ローリーのノースカロライナ歴史博物館に寄贈した。

## 関連文献
- Fletcher Knebel and Charles W. Bailey II (1960), No High Ground, New York:  Harper and Row, ISBN 0-313-24221-6.